# Fermo
Fermo er en italiensk by (og kommune) i regionen Marche i Italien, med omkring 35.789(2023) indbyggere.